# 北聖胡安 (加利福尼亞州)
北聖胡安（英語：North San Juan）是位於美國加利福尼亞州內華達縣的一個人口普查指定地區。

## 地理
北聖胡安的座標為39°22′17″N 121°06′26″W / 39.37139°N 121.10722°W，而該地最高點為海拔高度662米（即2172英尺）。

## 人口
根據2010年美國人口普查的數據，北聖胡安的面積為6.272平方千米，當中陸地面積為6.272平方千米，而水域面積為0.000平方千米。當地共有人口269人，而人口密度為每平方千米42人。